# Alessandra Ammara
Alessandra Maria Ammara (Firenze, 1972) è una pianista classica italiana.
Ha studiato con Roberto Caglieri, Maria Tipo, Paul Badura-Skoda, Fou Ts'Ong, Karl Ulrich Schnabel, William Naboré, Dmitrij Baškirov.
Si è affermata in concorsi internazionali, tra cui il Casagrande di Terni e l'Ester Honens di Calgary.
Nel 2008 ha inciso le quattro Ballate di Chopin per ARTS e ha debuttato alla Philharmonie di Berlino con i Berliner Symphoniker. Nel 2009 ha inciso i Preludi (serie I - IV) di Giacinto Scelsi in prima assoluta e ha debuttato al Musikverein di Vienna e alla Sala Grane del Festspielhaus di Salisburgo con i Wiener Symphoniker diretti da Fabio Luisi. 
Nel 2010 ha inciso, sempre per la Arts, due CD dedicati a Schumann. 
Nel 2013 ha inciso i Piano Masterworks di Maurice Ravel per la Arts e nel 2014 Piano music di Roffredo Caetani per la Brilliant.
Nel 2015 ha inciso le Opere complete per pianoforte a 4 mani e per 2 pianoforti di Felix Mendelssohn con Roberto Prosseda per la Decca.
Affianca alla carriera solistica una intensa attività nella musica da camera, avendo suonato con il Quartetto Takacs, il Quartetto Sine Nomine, Rocco Filippini, Alban Gerhardt. Dal 1999 forma un duo pianistico stabile con il marito Roberto Prosseda.